# Szkeleton az 1928. évi téli olimpiai játékokon
Az 1928. évi téli olimpiai játékokon a tobogán (vagy más néven szkeleton) versenyeket  Cresta Runban rendezték meg február 17-én. A pálya hossza 1210 méter, a szintkülönbség 157 méter volt, a pálya 15 kanyart tartalmazott.

## Éremtáblázat
(Az egyes számoszlopok legmagasabb értéke, vagy értékei vastagítással kiemelve.)
| Az 1928. évi téli olimpiai játékok éremtáblázata szkeletonban | Az 1928. évi téli olimpiai játékok éremtáblázata szkeletonban | Az 1928. évi téli olimpiai játékok éremtáblázata szkeletonban | Az 1928. évi téli olimpiai játékok éremtáblázata szkeletonban | Az 1928. évi téli olimpiai játékok éremtáblázata szkeletonban | Olimpia  |
| ------------------------------------------------------------- | ------------------------------------------------------------- | ------------------------------------------------------------- | ------------------------------------------------------------- | ------------------------------------------------------------- | -------- |
|                                                               | Ország                                                        | Arany                                                         | Ezüst                                                         | Bronz                                                         | Összesen |
| 1.                                                            | Egyesült Államok (USA)                                        | 1                                                             | 1                                                             | 0                                                             | 2        |
|                                                               |                                                               |                                                               |                                                               |                                                               |          |
| 2.                                                            | Nagy-Britannia (GBR)                                          | 0                                                             | 0                                                             | 1                                                             | 1        |
|                                                               |                                                               |                                                               |                                                               |                                                               |          |
| Összesen                                                      | Összesen                                                      | 1                                                             | 1                                                             | 1                                                             | 3        |

## Részt vevő nemzetek
A versenyen 6 nemzet 10 sportolója vett részt.
- Ausztria (AUT) (2)
- Egyesült Államok (USA) (2)
- Franciaország (FRA) (1)
- Nagy-Britannia (GBR) (1)
- Olaszország (ITA) (2)
- Svájc (SUI) (2)

## Végeredmény

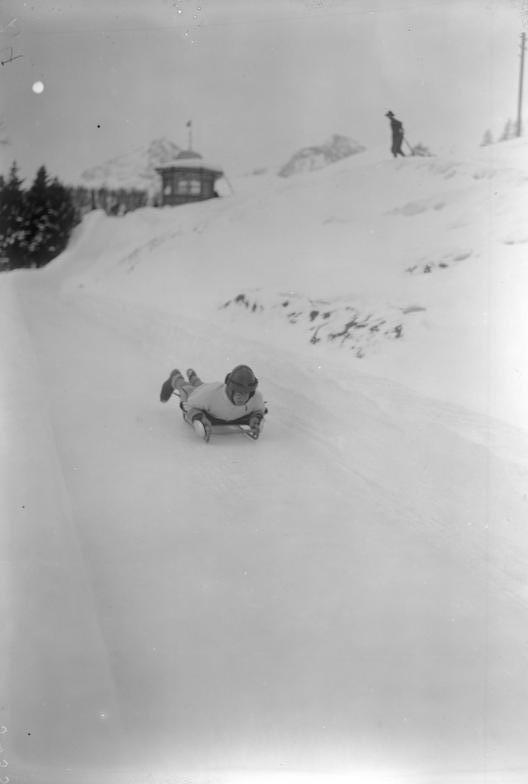
Szkeletonversenyző St. Moritzban

A verseny eredetileg négy futamot tartalmazott volna, de a negyediket törölték. A végső sorrendet a három futam összesített időeredményei határozták meg. Az időeredmények másodpercben értendők.
| Helyezés | Versenyző            | Nemzet                 | 1. futam      | 2. futam      | 3. futam | Összesítés |
| -------- | -------------------- | ---------------------- | ------------- | ------------- | -------- | ---------- |
| Arany    | Jennison Heaton      | Egyesült Államok (USA) | 1:00,2        | 1:00,2        | 1:01,4   | 3:01,8     |
| Ezüst    | John Heaton          | Egyesült Államok (USA) | 1:01,4        | 1:00,4        | 1:01,0   | 3:02,8     |
| Bronz    | David Carnegie       | Nagy-Britannia (GBR)   | 1:02,7        | 1:01,0        | 1:01,4   | 3:05,1     |
| 4.       | Agostino Lanfranchi  | Olaszország (ITA)      | 1:02,1        | 1:02,4        | 1:04,2   | 3:08,7     |
| 5.       | Alexander Berner     | Svájc (SUI)            | 1:03,4        | 1:03,4        | 1:02,0   | 3:08,8     |
| 6.       | Franz Unterlechner   | Ausztria (AUT)         | 1:05,9        | 1:03,4        | 1:04,2   | 3:13,5     |
| 7.       | Alessandro Del Torso | Olaszország (ITA)      | 1:05,6        | 1:04,7        | 1:04,6   | 3:14,9     |
| 8.       | Louis Hasenknopf     | Ausztria (AUT)         | 1:15,4        | 1:10,9        | 1:10,4   | 3:36,7     |
| –        | Willy von Eschen     | Svájc (SUI)            | 1:04,8        | nem ért célba | –        | –          |
| –        | Pierre Dormeuil      | Franciaország (FRA)    | nem ért célba | –             | –        | –          |